# Dystrybutor wody
Dystrybutor wody – urządzenie wyposażane w systemy podgrzewania i chłodzenia, podaje w sposób ciągły wodę gorącą oraz zimną, odpowiednią do przygotowania kawy, herbaty, dań gorących typu instant, zup rozpuszczalnych itp. lub zimną wodę do bezpośredniego spożycia.

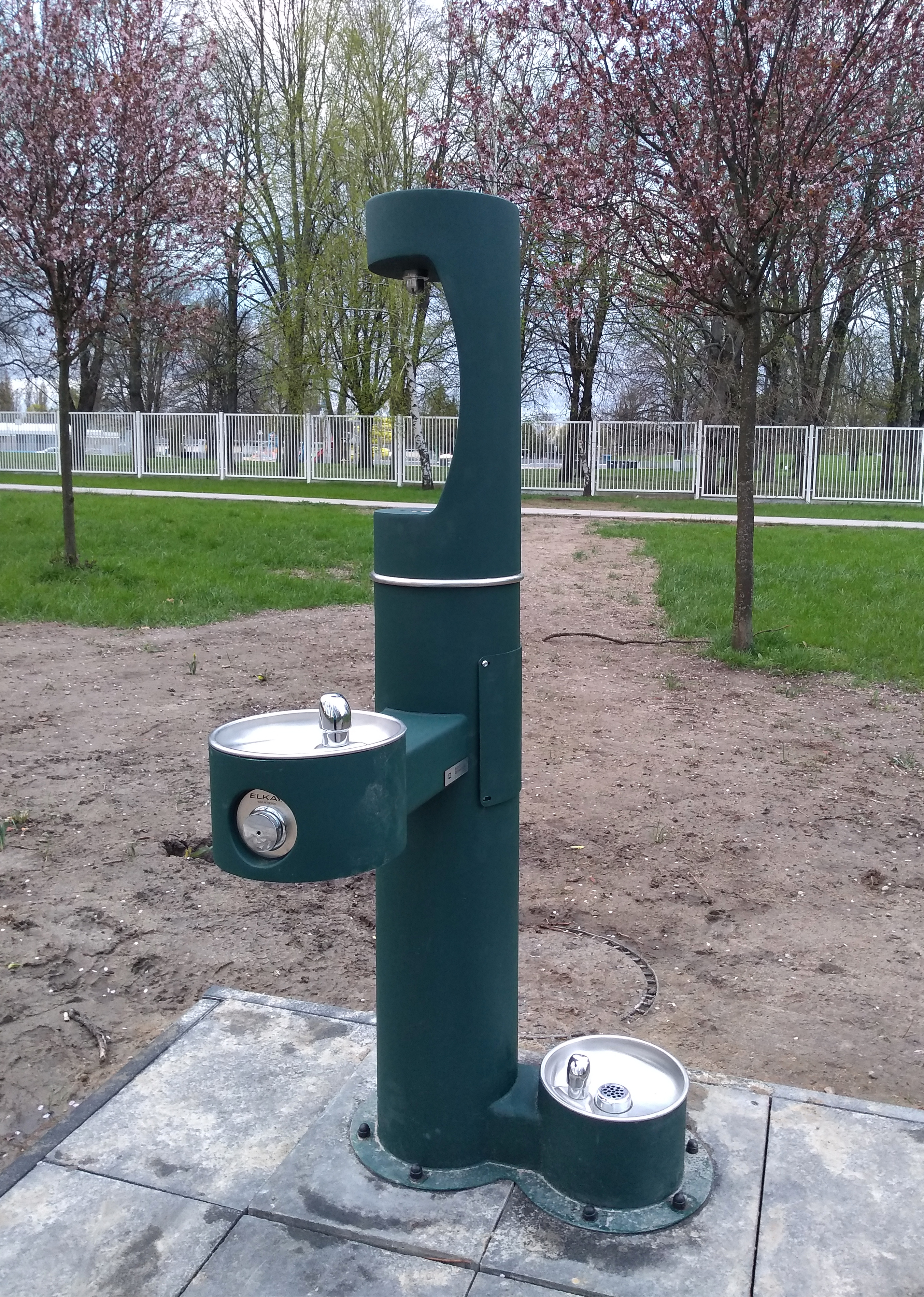
Dystrybutor wody dla ludzi i psów w parku Szymańskiego w Warszawie - fot. Ivonna Nowicka